# Ariadna

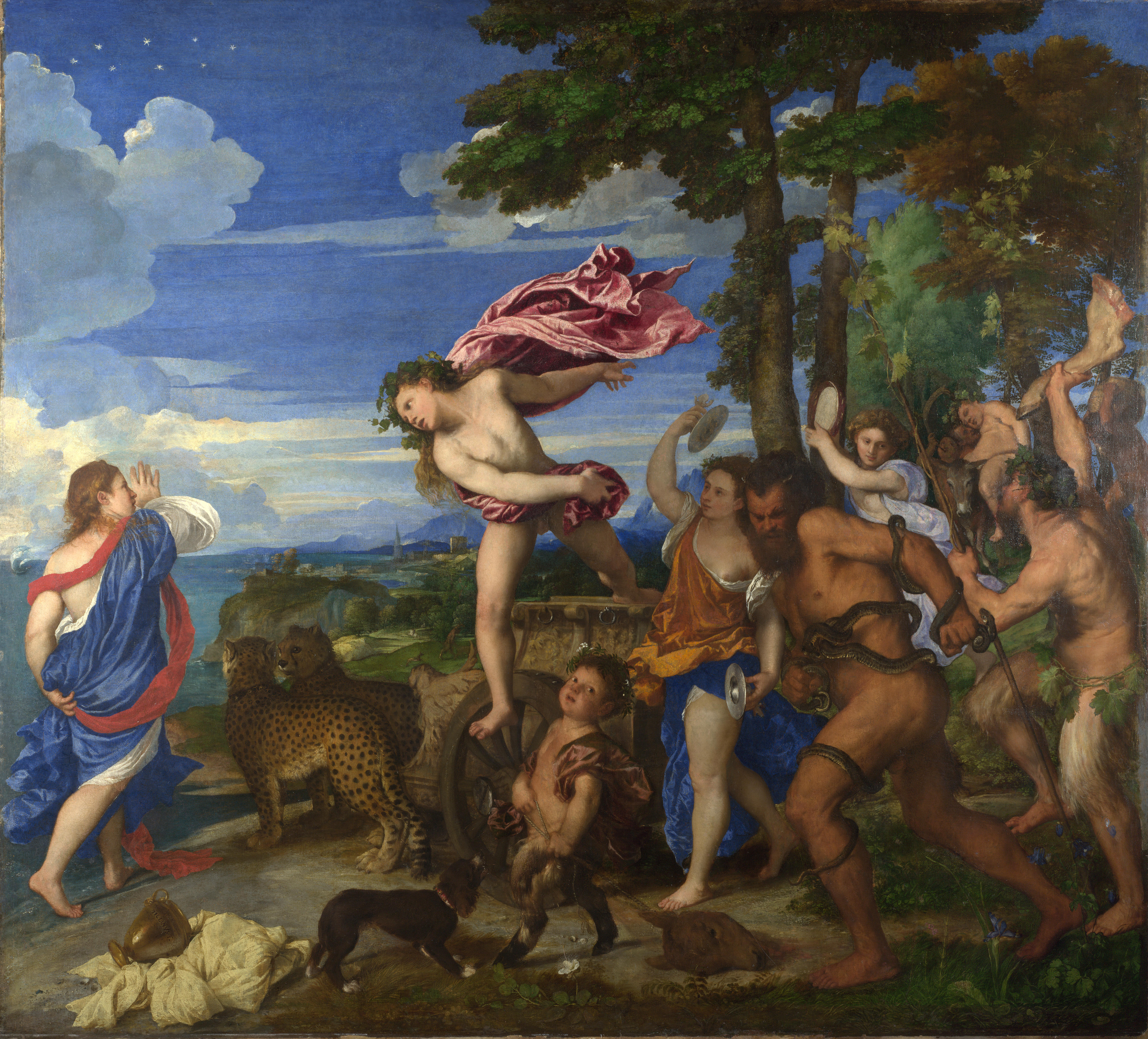
Bacchus și Ariadne de Tițian

Ariadna este, în mitologia greacă, o prințesă din Creta, de la care a rămas celebra expresie de firul Ariadnei, precum și mitul labirintului, sintagme de referință utilizate pentru a oferi diverse conotații.

## Mitologie
Legenda spune că, în mitologia greacă, Ariadna este fiica regelui Minos și a Pasiphaei. Când Tezeu a sosit în Creta pentru a se lupta cu Minotaurul, Ariadna, care se îndrăgostise de erou, l-a ajutat să iasă din coridoarele întortocheate ale faimosului labirint construit de Dedal. Aceasta i-a oferit un fir de ață care să-i arate astfel calea spre întoarcere. Ca să o scape de mânia tatălui ei, Minos, Tezeu i-a promis Ariadnei să o ia cu el la Atena. A părăsit-o însă pe drum, în insula Naxos, unde, după o variantă, a fost ucisă de Artemis. 
Conform altei legende, Dionis, care trecea pe acolo, s-ar fi îndrăgostit de tânăra fată și ar fi luat-o în căsătorie. Ca dar de nuntă, el i-a oferit o coroană de aur, făurită de Hephaestus - considerat a fi zeul focului, coroană care mai târziu a fost transformată într-o constelație.
Așadar de-a lungul timpului sintagma firul Ariadnei a primit diverse valențe conotative, fiind și astăzi, un punct esențial de referință culturală mitologică, dând naștere mai multor interpretări.
S-a emis, de asemenea, ipoteza că au existat două femei cu același nume: una care l-a ajutat pe Tezeu și o alta care a fost căsătorită cu Dionis. 
În orice caz, Ariadna - zeitate primitivă a fertilității - a fost adorată în Atena, Naxos și Cipru.
Numele Ἀριάδνη (Ariadne) se traduce prin "cea mai pură".